# Balvenie Castle

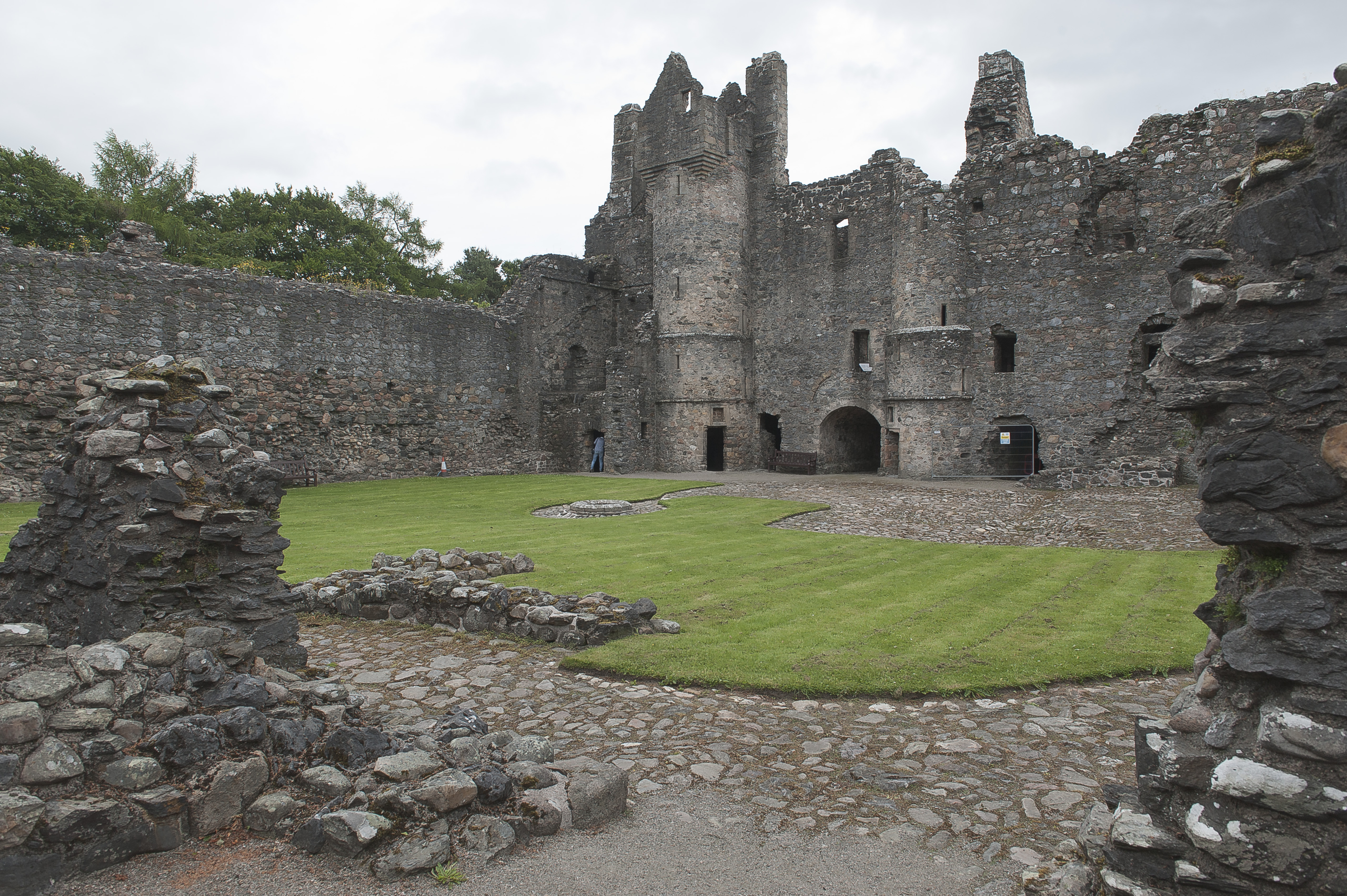
De oostelijke vleugel gezien vanaf de binnenplaats.

Balvenie Castle is een dertiende-eeuws kasteel, gelegen in Glen Fiddich, op het grondgebied van en ruim 1,5 kilometer ten noorden van het centrum van Dufftown in de Schotse regio Moray. Het werd gebouwd door de familie Black Comyn. Nadat deze familie was verslagen door Robert the Bruce, kwam het kasteel in het begin van de vijftiende eeuw in handen van de familie Black Douglas. Een halve eeuw later werd de familie verslagen door de kroon, die het kasteel in handen gaf van de familie Stewart, graven van Atholl. In de zeventiende eeuw kende het kasteel verschillende eigenaars en speelde een kleine rol in de Jacobietenopstanden. Vanaf 1718 was het kasteel niet meer als residentie in gebruik.

## Geschiedenis

### Black Comyn
In het begin van de dertiende eeuw huwde Marjorie, dochter van Fergus, de laatste keltische graaf van Buchan, de Schotse edelman William Comyn (overleden 1233), die de functie bekleedde van justiciar, de hoogste officier van de wet ten noorden van de Forth. Hij verkreeg de titel van graaf van Buchan en werd Heer van Balvenie. Hij of zijn zoon Alexander (overleden 1289) bouwde Balvenie Castle.
In 1304 wordt er melding gemaakt van het feit dat Eduard I van Engeland het castle of Mortlach teruggeeft aan John Comyn, derde graaf van Buchan. Aangezien de parochiekerk van Mortlach ruim 1,5 kilometer ten zuiden van Balvenie Castle ligt, kan worden aangenomen dat het hier zich om Balvenie Castle handelt.
William Comyn, de eerste graaf, was twee keer gehuwd. Het nageslacht dat voortkwam uit zijn eerste huwelijk stond bekend als de Red Comyns (Rode Comyns), terwijl het nageslacht van zijn tweede huwelijk, met Marjorie, bekend werd onder de naam Black Comyns (Zwarte Comyns). De Red Comyns waren Heren van Badenoch en hadden kastelen in Ruthven, nabij Kingussie, en in Lochindorb in Moray. Ze waren ook Heren van Lochaber en hadden daar Inverlochy Castle.
John Comyn, derde graaf van Buchan, steunde tijdens de Schotse onafhankelijkheidsoorlogen in de vroege veertiende eeuw wisselend Eduard I van Engeland, John Balliol en Robert the Bruce. Eduard I ontnam hem zijn landerijen toen Comyn een diplomatieke missie leidde naar Frankrijk die tegen de wensen van de Engelse koning inging. In 1304 kreeg hij zijn landerijen weer terug. Toen Robert the Bruce in Dumfries in 1306 Red Comyn vermoordde, verbond John Comyn zich permanent met de Engelse koning. Op 23 mei 1308 werden de Comyns door Robert the Bruce verslagen in de Slag bij Inverurie en zij vluchtten in ballingschap. Robert the Bruce plunderde vervolgens het graafschap Buchan.

### Black Douglas
Wat er verder gebeurde met het graafschap Buchan en het Lordship van Balvenie in de veertiende eeuw is onbekend.
In de vroege vijftiende eeuw was het Lordship van Balvenie - niet het graafschap Buchan - in handen van James Douglas, tweede zoon van Archibald the Grim, derde graaf van Douglas. Deze familie werd aangeduid met de bijnaam Black Douglases (Zwarte Douglasen). Toen op 24 november 1440 de zesde graaf van Douglas werd vermoord tijdens het Black Dinner in Edinburgh Castle, werd Sir James de zevende graaf van Douglas, eerste graaf van Avondale en Heer van Balvenie. Sir James was bijgenaamd the Gross (de Grote). Op 24 maart 1443 overleed hij en werd begraven in St Bride's Church (Douglas). Zijn zoon William volgde hem op. Op 22 februari 1452 werd Sir William doodgestoken door Jacobus II van Schotland tijdens een diner op Stirling Castle. Zijn broer Sir James werd de negende graaf van Douglas. Sir John, jongste zoon van de zevende graaf van Douglas, werd Heer van Balvenie. Sir James wilde zijn broer wreken en het duurde niet lang voordat de Black Douglases openlijk rebelleerden tegen de koning. Op 1 mei 1455 werden de Black Douglases verslagen in de Slag van Arkinholm. De graaf van Douglas was op dat moment steun in Engeland aan het vergaren. Sir John vocht mee, maar wist te ontkomen. Pas in 1463 werd hij opgepakt en onthoofd op Edinburgh Castle. In de tweede helft van 1455 viel het laatste kasteel van de Black Douglases, Threave Castle in Galloway. Al hun titels en landerijen vervielen aan de kroon.

### Stewart, graven van Atholl
In 1460 gaf Jacobus II Balvenie Castle aan John Stewart, die later de titel van eerste graaf van Atholl verwierf, en zijn vrouw Lady Margaret, die de weduwe was van de achtste graaf van Douglas en gescheiden was van de negende graaf van Douglas.
In de zestiende eeuw bleven de Stewarts, graven van Atholl, eigenaar van Balvenie Castle. Het was waarschijnlijk John Stewart, de vierde graaf (1542-1579) die in het kasteel de Atholl Lodging in renaissance-stijl liet bouwen. De katholieke graaf was lid van de eerste raad van Maria I van Schotland toen zij na haar terugkomst uit Frankrijk haar regering begon in 1561. In september 1562 bracht de koningin twee nachten door op Balvenie Castle tijdens haar campagne tegen de graaf van Huntly. In 1567 was hij echter geen bondgenoot van Maria I meer en vocht aan de andere zijde in de Slag bij Carberry Hill. Na haar aftreden werd hij wederom haar aanhanger. In 1578, toen Jacobus VI nog minderjarig was, was hij gedurende een korte periode kanselier van Schotland. Het jaar erop overleed hij. Men verdacht James Douglas, vierde graaf van Morton ervan hem vergiftigd te hebben tijdens een diner op Stirling Castle.

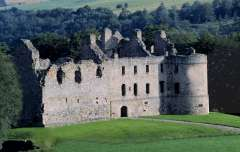
Balvenie Castle

### Vanaf de zeventiende eeuw
John Stewart, vijfde graaf van Atholl overleed in 1595 en liet enkel vier dochters na. In 1610 gaf de kroon Balvenie Castle aan James, Lord Innermeath. In de jaren erna wisselde het kasteel vaak van eigenaar. In het gebied van Balvenie vonden vele schermutselingen plaats tijdens de burgeroorlog tussen kroon en Covenanters. In 1687 was Alexander Duff van Braco eigenaar van Balvenie Castle.
In 1689 bestegen Willem en Maria de troon nadat Jacobus VII van Schotland in ballingschap was gegaan. Balvenie Castle werd gebruikt voor de bevoorrading van de regeringstroepen. Er waren twee compagnieën infanterie gelegerd in het kasteel, die echter vluchtten nadat de regeringstroepen werden verslagen door de Jacobieten in de Slag van de Pass of Killiecrankie. De Jacobieten namen het kasteel in. De opstand van de Jacobieten werd vrij snel erna onderdrukt. In 1715 begon de graaf van Mar een volgende Jacobieten-opstand. Gezien de strategische ligging probeerden zowel de Jacobieten als de regering een bondgenootschap te sluiten met William Duff, die zijn vader was opgevolgd als Lord Balvenie. Hij ging niet met de rebellen in zee. In 1716 vertrok hij voor een korte periode naar het buitenland; in januari 1718 pleegde hij zelfmoord in Balvenie Castle.
William Duff van Dipple kocht het kasteel maar gebruikte het niet als privé-residentie. In 1724 werd een nieuwe residentie in Georgiaanse stijl in Balvenie gebouwd door zijn zoon Lord Braco, dat vrijwel niet werd gebruikt. In 1746 bezetten regeringstroepen beide gebouwen en ontdekten dat het kasteel in een staat van verval verkeerde. In 1929 gaf Alexander, zesde graaf en eerste hertog van Fife Balvenie Castle in staatsbeheer. Het huis van Lord Braco werd in hetzelfde jaar afgebroken.

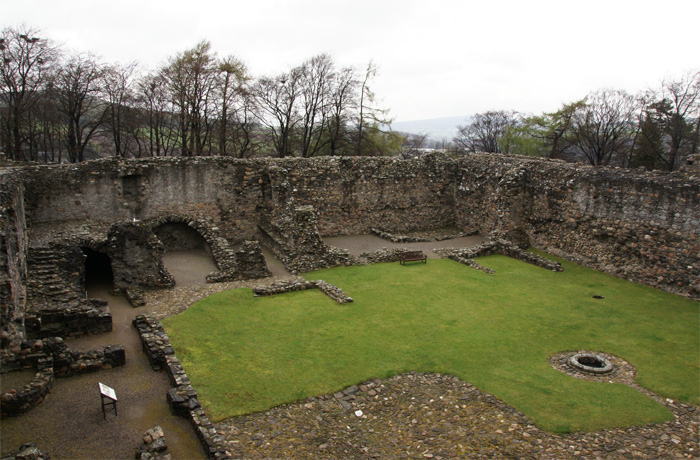
De westelijke vleugel was de vijftiende-eeuwse residentie van de Black Douglases.

## Bouw
Balvenie Castle heeft een rechthoekige, bijna vierkante plattegrond, nog steeds omgeven door de oorspronkelijke muur uit de dertiende eeuw. Erbuiten zijn sporen te zien van de greppel die het kasteel ooit omgaf. De ingang tot het kasteel bevindt zich aan de oostzijde en werd verbouwd door de vierde graaf van Atholl in de zestiende eeuw. In het midden van het kasteel bevindt zich de binnenplaats met min of meer centraal een waterput.
Van de westvleugel is weinig overgebleven. Hoogstwaarschijnlijk telde de vleugel twee verdiepingen en had een hal en een grote kamer boven op een aantal gewelven die als opslagruimte in gebruik waren. Wellicht werd deze vleugel als residentie gebouwd en ingericht in de vijftiende eeuw door de Black Douglases.
De zuidvleugel werd in de vijftiende eeuw ingericht met keukens. De resten van een grote haard en een brouwerij zijn bewaard gebleven.
De oostvleugel is het best bewaard gebleven. Aan de noordelijke zijde van deze vleugel bevond zich de Atholl Lodging, de residentie die de vierde graaf van Atholl liet bouwen in de zestiende eeuw. De residentie telde drie verdiepingen en een zolder. Een ronde toren werd gebouwd in de noordoostelijke hoek van het kasteel. Aan de zijde van de binnenplaats werden twee kleinere torens gebouwd die trappen bevatten. De bedienden woonden op de begane grond. Op de eerste verdieping was de woonruimte van de graaf die bestond uit drie grote kamers (hal, buitenste kamer en binnenste kamer). Op de tweede verdieping was de woonruimte van de gravin; deze ruimte was hetzelfde ingericht als de eerste verdieping.
Aan de zuidelijke zijde van de oostvleugel bevond zich een keukencomplex van twee verdiepingen.
De oostvleugel heeft nog onder andere drie panelen met wapens: het wapen van de Schotse koning, dat van John Stewart, vierde graaf van Atholl, en dat van zijn eerste vrouw, Lady Elizabeth Gordon, derde dochter van de vierde graaf van Huntly.

## Beheer
Balvenie Castle wordt sinds 1929 beheerd door Historic Environment Scotland.